# Bijou Theatre (1917)
Il Bijou Theatre fu un teatro costruito nel 1917 a New York.

## Storia
Venne costruito dalla Famiglia Shubert al 209 W. 45ª Strada a New York. È stato uno dei tre teatri che ha ospitato la prima stagione del musical Fancy Free, ma principalmente ha presentato spettacoli di molti scrittori, tra cui Sacha Guitry, John Galsworthy, A. A. Milne, James M. Barrie, Herman J. Mankiewicz, Anton Chekhov, Henrik Ibsen, Luigi Pirandello, Graham Greene, Eugene O'Neill, William Saroyan, Seán O'Casey, Leslie Howard (Murray Hill, sua prima commedia, anni dopo riscritta col titolo Elizabeth Sleeps Out).
Il film britannico premio Oscar Scarpette rosse fu proiettato al Bijou per 107 settimane, dal 21 ottobre 1948 al 13 novembre 1950.
A partire dal 16 novembre 1950, come Bijou, ospitò il film Cirano di Bergerac, con José Ferrer.
Nel 1951 divenne uno studio radiofonico della CBS, poi come D. W. Griffith Theatre presentò film d'arte. Fu reintegrato come Bijou Theatre nel 1965, ma fu demolito nel 1982 per fare spazio al Marriott Marquis Hotel.